# 板橋区立桜川中学校
板橋区立桜川中学校（いたばしくりつ さくらがわちゅうがっこう）は、東京都板橋区にある公立の中学校である。

## 沿革
- 1956年4月1日　板橋区立桜川中学校創立
- 1956年4月6日　板橋区立上板橋第四小学校において開校始業式を挙行
- 1956年4月7日　第一回入学式挙行
- 1957年9月28日　校旗および校歌を制定　贈呈式
- 1958年10月28日　校舎新増築落成
- 1962年9月3日　体育館落成披露

## 教育目標
1. よく考え実行する人間を育てる
2. 心の豊かな視野の広い人間を育てる
3. 健康でたくましい人間を育てる

## 交通
- 東武東上線 上板橋駅
- 東京メトロ有楽町線 小竹向原駅